# Manggie
Manggie is een bestuurslaag in het regentschap Aceh Barat van de provincie Atjeh, Indonesië. Manggie telt 609 inwoners (volkstelling 2010).